# Liberalizm klasyczny
Liberalizm klasyczny – doktryna polityczno-gospodarcza, podkreślająca wolność jednostek, biorąca za podstawę zasadę, iż funkcjonowanie aparatu państwa powinno być ograniczone jedynie do minimum.

## Funkcje państwa według liberalizmu klasycznego
Wymieniane są następujące funkcje:
- polityka zagraniczna,
- zapewnienie bezpieczeństwa zewnętrznego i wewnętrznego,
- sądownictwo i egzekucja prawa,
- pobór podatków,
- ograniczona kodyfikacja rzeczywistości gospodarczej (m.in. system miar i wag).

Liberałowie klasyczni są za jak najmniejszą ingerencją instytucji państwowych w życie obywateli. Instytucje publiczne powinny być ograniczone, i dotyczyć przede wszystkim zapewniania bezpieczeństwa, sądownictwa, polityki zagranicznej. Klasyczni liberałowie mają poglądy wolnorynkowe.

## Wolność
Poglądy liberałów klasycznych cechuje nastawienie, że ani rząd, ani żadna grupa czy jednostka społeczna, nie powinny w żaden sposób zakłócać wolności jednostki, a jedynym dopuszczalnym jej ograniczeniem jest sytuacja, gdy jednostka stanowi rzeczywiste zagrożenie dla czyjejś wolności lub mienia.
Nurtami odwołującymi się do klasycznego liberalizmu są np. neoliberalizm, libertarianizm i konserwatywny liberalizm.